# George Square

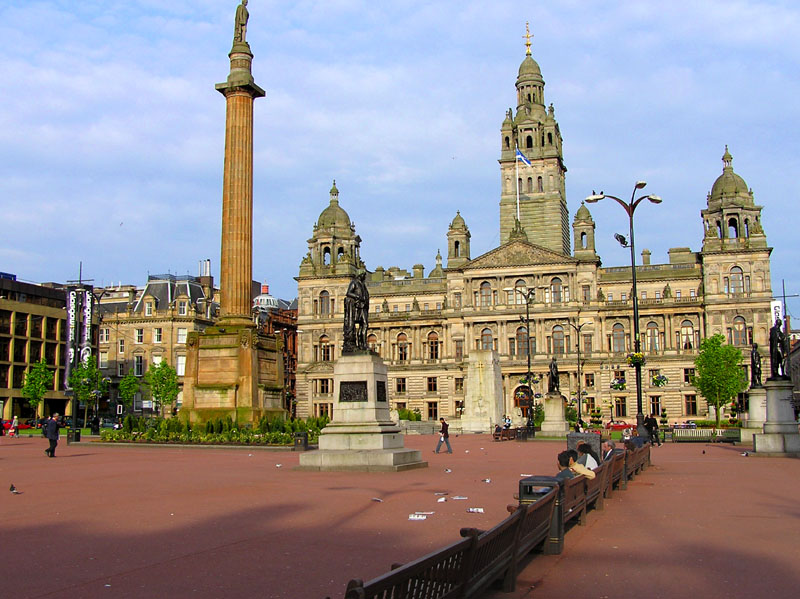
George Square a Glasgow City Chambers (2004)

George Square je hlavní náměstí skotského Glasgow pojmenované po králi Jiřím III. Náměstí bylo založeno v roce 1781. V západní části náměstí je situována Glasgowská radnice, která je od roku 1996 sídlem Glasgow City Council. Na náměstí se nachází kolekce soch významných osobností. Dominantou náměstí je pomník básníka Waltera Scotta. Na náměstí se také nachází kenotaf vztyčený původně k uctění obětí první světové války. Na severní straně náměstí se nachází nádraží na Glasgow Queen Street.

## Sochy na náměstí
- Thomas Graham, chemik
- Thomas Campbell, básník
- Lord Clyde, velitel indické armády
- Sir John Moore, britský vojenský velitel během španělské války za nezávislost
- Robert Burns, básník
- James Watt, inženýr a vynálezce
- Královna Viktorie, jezdecká socha
- Albert Sasko-Kobursko-Gothajský, jezdecká socha
- Robert Peel, britský premiér
- William Gladstone, britský premiér
- James Oswald, obchodník